# Dagger Award
Der Dagger Award ist eine Auszeichnung für Kriminalliteratur in Großbritannien. Sie wird seit 1955 in einer wechselnden Anzahl von Kategorien durch die britische Crime Writers’ Association (CWA) verliehen. Dagger ist das englische Wort für eine klassische Mordwaffe, den Dolch.
Derzeit vergibt die CWA elf z. T. von Sponsoren geförderte Preise. Zwischen 2006 und 2008 war die englische Privatbank Duncan Lawrie private bankers Hauptsponsor der britischen Crime Writers' Association; in der Folge wurde der Gold Dagger zugunsten des Sponsors in Duncan Lawrie Dagger umbenannt und mit 20.000 Pfund Sterling kurzzeitig der höchstdotierte Krimipreis der Welt. Die weltweite Finanzkrise zwang den Sponsor zum Rückzug. Die Dotierung des (wieder entstandenen) CWA Gold Dagger sank bei der Preisverleihung 2009 auf 2500 Pfund. Auch Preisgelder für andere Kategorien  sanken erheblich, die 2006 vorgenommenen Namensänderungen zugunsten des Sponsors wurden rückgängig gemacht. Dank eines neuen Sponsors nennt sich die Auszeichnung seit 2013 Goldsboro Gold Dagger. Auf die Vergabe einer Auszeichnung für den zweitbesten Kriminalroman des Jahres – Silver Dagger – wird seit 2006 verzichtet.
Seit 2006 verleiht die CWA auch eine Auszeichnung für den besten ins Englische übersetzten internationalen Kriminalroman (zunächst Duncan Lawrie International Dagger, seit 2009 CWA International Dagger). Der ehemalige John Creasey Memorial Dagger firmierte 2006 bis 2008 unter der Bezeichnung New Blood Dagger, wird seit 2009 mit dem Rückzug der Duncan Lawrie private bankers als John Creasey (New Blood) Dagger publiziert.
Die Auszeichnung für den besten historischen Kriminalroman, der Ellis Peters Historical Dagger, nannte sich seit 2006 Ellis Peters Historical Award und heißt durch einen Sponsorenwechsel seit 2014 CWA Endeavour Historical Dagger. Mit dem Publishers' Award bringt die CWA 2019 nach über 10 Jahren eine neue Auszeichnung; diesmal für Verlage, die durch hervorragende und vielfältige Publikationen von Kriminalliteratur besonders in Erscheinung traten.

## Kategorien

### Derzeitige Kategorien
| Kategorie                                                                      | Originaltitel                                                                   | verliehen seit |
| ------------------------------------------------------------------------------ | ------------------------------------------------------------------------------- | -------------- |
| Bester englischsprachiger Kriminalroman *                                      | Gold Dagger                                                                     | 1955           |
| Bester ins Englische übersetzte Kriminalroman *                                | International Dagger                                                            | 2006           |
| Bester Erstlingsroman *                                                        | John Creasey (New Blood) Dagger (bis 2005 John Creasey Memorial Dagger)         | 1973           |
| Bester Thriller *                                                              | Ian Fleming Steel Dagger                                                        | 2002           |
| Auszeichnung für das Lebenswerk *                                              | CWA Diamond Dagger (bis 2011 Cartier Diamond Dagger lifetime achievement award) | 1986           |
| Bestes Sachbuch in der Kriminalliteratur *                                     | Gold Dagger for Non-Fiction                                                     | 1978           |
| Autor des Jahres in den Ausleihbibliotheken *                                  | Dagger in the Library (in 1994 The Golden Handcuffs)                            | 1994           |
| Beste Kurzgeschichte                                                           | Short Story Dagger                                                              | 1995           |
| Bestes Werk eines bisher nicht veröffentlichten Autors * (Nachwuchswettbewerb) | Debut Dagger                                                                    | 1998           |
| Bester historischer Kriminalroman *                                            | CWA Historical Dagger (bis 2013 Ellis Peters Historical Award)                  | 1999           |
| Bester nationaler Verlag der Kriminalliteratur *                               | Publishers' Award                                                               | 2019           |

Die Preisträger der mit einem Sternchen versehenen Kategorien sind nachstehend aufgeführt

### Dagger Awards, die einmalig verliehen wurden
| Kategorie                                  | Originaltitel               | Jahr |
| ------------------------------------------ | --------------------------- | ---- |
| Critical Award                             | Critical Award              | 1964 |
| Special Merit Award                        | Special Merit Award         | 1966 |
| Special Award                              | Special Award               | 1975 |
| Special Silver Dagger Award                | Special Silver Dagger Award | 1980 |
| Bester Kriminalroman *der 1930er Jahre     | Rusty Dagger                | 1996 |
| Bester Kriminalroman *der letzten 50 Jahre | Dagger of Daggers           | 2005 |

Die Preisträger der mit einem Sternchen versehenen Kategorien sind nachstehend aufgeführt

### Dagger Awards, die nicht mehr verliehen werden
| Kategorie                                     | Originaltitel                   | verliehen von bis |
| --------------------------------------------- | ------------------------------- | ----------------- |
| Bester ausländischer Kriminalroman            | Best Foreign Novel              | 1964–1969         |
| Bester britischer Kriminalroman               | Best British Novel              | 1965–1967         |
| Zweitbester Kriminalroman                     | Silver Dagger                   | 1969–2005         |
| Zweitbestes Sachbuch in der Kriminalliteratur | Silver Dagger fo Non-Fiction    | 1978–1979         |
| Bester Polizeiroman                           | Police Review Award             | 1985–1987         |
| Humorvollster Kriminalroman                   | Last Laugh Dagger (Punch Award) | 1988–1996         |
| CWA ’92 Award                                 | CWA ’92 Award                   | 1990–1992         |
| Rumpole Award                                 | Rumpole Award                   | 1990–1992         |

Diese Kategorien sind nachstehend alle aufgeführt

## Preisträger

### Bester englischsprachiger Kriminalroman – Gold Dagger
Der seit 1955 Gold Dagger genannte älteste Preis – der Auszeichnung für den besten englischsprachigen Roman – der britischen Crime Writers’ Association (CWA) wechselte im Laufe der Jahrzehnte mehrfach seine offizielle Bezeichnung. In der Regel waren es Sponsoren, die über einen begrenzten Zeitraum finanzielle Unterstützung leisteten und deren Namen im Titel des Preises Berücksichtigung fanden. Der Preis wurde 2006 bis 2008 durch den Sponsor Duncun Lawrie private bankers mit 20.000 Pfund kurzzeitig zum höchstdotierten Krimipreis weltweit. Seit 2009 erhält der Preisträger 2500 Pfund.
| Jahr                             | Preisträger/-in     | Englischer Originaltitel Verlag, Ort Jahr 1                     | Deutscher Titel Verlag, Ort Jahr 1                                 |
| Crossed Red Herrings Award       |                     |                                                                 |                                                                    |
| 1955                             | Winston Graham      | The Little Walls Hodder & Stoughton, London 1955                | Abgrund des Herzens Scherz, Bern u. a. 1959                        |
| 1956                             | Edward Grierson     | The Second Man Chatto & Windus, London 1956                     | Die Dame in der schwarzen Robe Wunderlich, Tübingen 1957           |
| 1957                             | Julian Symons       | The Colour of Murder Collins, London 1957                       | Das Gelächter des Mörders Dörner, Düsseldorf 1959                  |
| 1958                             | Margot Bennett      | Someone from the Past Eyre & Spottiswoode, London 1958          | Jemand aus der Vergangenheit Ullstein, Frankfurt am Main 1982      |
| 1959                             | Eric Ambler         | Passage of Arms Heinemann, London 1959                          | Waffenschmuggel Rowohlt, Reinbek 1963                              |
| CWA Gold Dagger for Fiction      |                     |                                                                 |                                                                    |
| 1960                             | Lionel Davidson     | The Night of Wenceslas Gollancz, London 1960                    | Die Nacht des Wenzel Blanvalet, München 1988                       |
| 1961                             | Mary Kelly          | The Spoilt Kill Michael Joseph, London 1961                     | Zerschlagenes Porzellan Nest, Frankfurt am Main 1962               |
| 1962                             | Joan Fleming        | When I Grow Rich Gollancz, London 1962                          |                                                                    |
| 1963                             | John le Carré       | The Spy Who Came In From The Cold Gollancz, London 1963         | Der Spion, der aus der Kälte kam Zsolnay, Wien 1964                |
| 1964                             | H.R.F. Keating      | The Perfect Murder Collins, London 1964                         |                                                                    |
| 1965                             | Ross Macdonald      | The Far Side of the Dollar Alfred A. Knopf, New York 1965       | Die Kehrseite des Dollars Diogenes, Zürich 1971                    |
| 1966                             | Lionel Davidson     | A Long Way to Shiloh Gollancz, London 1966                      | Das Geheimnis der Menora Goldmann, München 1993                    |
| 1967                             | Emma Lathen         | Murder Against the Grain Macmillan, New York 1967               | Nicht ein Körnchen Wahrheit Ullstein, Frankfurt am Main 1972       |
| 1968                             | Peter Dickinson     | Skin Deep Hodder & Stoughton, London 1968                       | Rächende Vergangenheit Desch, München u. a. 1971                   |
| 1969                             | Peter Dickinson     | A Pride of Heroes Hodder & Stoughton, London 1969               | Helden scharenweise Goldmann, München 1973                         |
| 1970                             | Joan Fleming        | Young Man I Think You’re Dying Collins, London 1970             | Einbahnstraße in den Tod Goldmann, München 1971                    |
| 1971                             | James McClure       | The Steam Pig Gollancz, London 1971                             | Ein vorwitziges Kind Scherz, Bern u. a. 1975                       |
| 1972                             | Eric Ambler         | The Levanter Weidenfeld & Nicolson, London 1972                 | Der Levantiner Diogenes, Zürich 1973                               |
| 1973                             | Robert Littell      | The Defection of A.J. Lewinter Houghton Mifflin, Boston 1973    | Moskau hin und zurück Zsolnay, Wien 1974                           |
| 1974                             | Anthony Price       | Other Paths to Glory Gollancz, London 1974                      | Umwege zum Ruhm Wunderlich, Tübingen 1977                          |
| 1975                             | Nicholas Meyer      | The Seven Per Cent Solution Dutton, New York 1974               | Kein Koks für Sherlock Holmes Marion von Schröder, Düsseldorf 1976 |
| 1976                             | Ruth Rendell        | A Demon in my View Hutchinson, London 1976                      | Dämon hinter Spitzenstores Ullstein, Frankfurt am Main 1976        |
| 1977                             | John le Carré       | The Honourable Schoolboy Hodder & Stoughton, London 1977        | Eine Art Held Hoffmann und Campe, Hamburg 1977                     |
| 1978                             | Lionel Davidson     | The Chelsea Murders Jonathan Cape, London 1978                  | Tod in Chelsea Goldmann, München 1992                              |
| 1979                             | Dick Francis        | Whip Hand Michael Joseph, London 1979                           | Handicap Ullstein, Frankfurt am Main 1980                          |
| 1980                             | H.R.F. Keating      | The Murder of the Maharajah Collins, London 1980                | Tod einer hochgestellten Persönlichkeit Rowohlt, Reinbek 1982      |
| 1981                             | Martin Cruz Smith   | Gorky Park Random House, New York 1981                          | Gorki Park Scherz, Bern u. a. 1982                                 |
| 1982                             | Peter Lovesey       | The False Inspector Dew Macmillan, London 1982                  | Abschied auf Englisch Droemer Knaur, München 1983                  |
| 1983                             | John Hutton         | Accidental Crimes Bodley Head, London 1983                      |                                                                    |
| 1984                             | Barbara M. Gill     | The Twelfth juror Hodder & Stoughton, London 1984               | Der zwölfte Geschworene Rowohlt, Reinbek 1986                      |
| 1985                             | Paula Gosling       | Monkey Puzzle Macmillan, London 1985                            | Tod auf dem Campus Rowohlt, Reinbek 1988                           |
| 1986                             | Ruth Rendell        | Live Flesh Hutchinson, London 1986                              | In blinder Panik Rowohlt, Reinbek 1987                             |
| 1987                             | Barbara Vine        | A Fatal Inversion Viking, London 1987                           | Es scheint die Sonne noch so schön Diogenes, Zürich 1989           |
| 1988                             | Michael Dibdin      | Ratking Faber & Faber, London 1988                              | Entführung auf italienisch Goldmann, München 1992                  |
| 1989                             | Colin Dexter        | The Wench is Dead Macmillan, London 1989                        | Mord am Oxford-Kanal Rowohlt, Reinbek 1990                         |
| 1990                             | Reginald Hill       | Bones and Silence Collins, London 1990                          | Die dunkle Lady meint es Ernst Europa, Hamburg 2003                |
| 1991                             | Barbara Vine        | King Solomon’s Carpet Viking, London 1991                       | König Salomons Teppich Diogenes, Zürich 1993                       |
| 1992                             | Colin Dexter        | The Way Through the Woods Macmillan, London 1992                | Finstere Gründe Rowohlt, Reinbek 1993                              |
| 1993                             | Patricia Cornwell   | Cruel and Unusual Scribner’s, New York 1993                     | Vergebliche Entwarnung Droemer Knaur, München 1994                 |
| 1994                             | Minette Walters     | The Scold’s Bridle Macmillian, London 1994                      | Die Schandmaske Goldmann, München 1996                             |
| Macallan Gold Dagger for Fiction |                     |                                                                 |                                                                    |
| 1995                             | Val McDermid        | The Mermaids Singing HarperCollins, London 1995                 | Das Lied der Sirenen Droemer Knaur, München 1997                   |
| 1996                             | Ben Elton           | Popcorn Simon & Schuster, London 1996                           | Popcorn Goldmann, München 1997                                     |
| 1997                             | Ian Rankin          | Black and Blue Orion, London 1997                               | Das Souvenir des Mörders Goldmann, München 2005                    |
| 1998                             | James Lee Burke     | Sunset Limited Doubleday, New York 1998                         | Sumpffieber Goldmann, München 2000                                 |
| 1999                             | Robert Wilson       | A Small Death in Lisbon HarperCollins, London 1999              | Tod in Lissabon Goldmann, München 2002                             |
| 2000                             | Jonathan Lethem     | Motherless Brooklyn Doubleday, New York 1999                    | Motherless Brooklyn Tropen, Köln 2001                              |
| 2001                             | Henning Mankell     | Sidetracked Harvill, London 2000                                | Die falsche Fährte Zsolnay, Wien 1999                              |
| 2002                             | José Carlos Somoza  | The Athenian Murders Abacus, London 2002                        | Das Rätsel des Philosophen Claassen, München 2002                  |
| CWA Gold Dagger                  |                     |                                                                 |                                                                    |
| 2003                             | Minette Walters     | Fox Evil Macmillan, London 2002                                 | Fuchsjagd Goldmann, München 2003                                   |
| 2004                             | Sara Paretsky       | Blacklist Putnam’s, New York 2003                               | Blacklist Goldmann, München 2004                                   |
| 2005                             | Arnaldur Indriðason | Silence of the Graves Harvill, London 2005                      | Todeshauch Bastei Lübbe, Bergisch Gladbach 2004                    |
| Duncan Lawrie Dagger             |                     |                                                                 |                                                                    |
| 2006                             | Ann Cleeves         | Raven Black Pan Macmillan, London 2005                          | Die Nacht der Raben Rowohlt, Reinbek 2007                          |
| 2007                             | Peter Temple        | The Broken Shore Quercus, London 2006                           | Kalter August Bertelsmann, München 2007                            |
| 2008                             | Frances Fyfield     | Blood from Stone Little, Brown Book Group, London 2008          |                                                                    |
| CWA Gold Dagger                  |                     |                                                                 |                                                                    |
| 2009                             | William Brodrick    | A Whispered Name Little, Brown Book Group, London 2009          | Das Schweigen des Mönchs List, Berlin 2009                         |
| 2010                             | Belinda Bauer       | Blacklands Corgi, London 2010                                   | Das Grab im Moor Goldmann, München 2010                            |
| 2011                             | Tom Franklin        | Crooked Letter, Crooked Letter Macmillan, London 2011           | Krumme Type, Krumme Type Pulp Master, Berlin 2018                  |
| 2012                             | Gene Kerrigan       | The Rage Harvill Secker, London 2011                            | Die Wut Polar Verlag, Hamburg 2014                                 |
| Goldsboro Gold Dagger            |                     |                                                                 |                                                                    |
| 2013                             | Mick Herron         | Dead Lions Soho Crime, New York 2013                            | Dead Lions Diogenes, Zürich 2019                                   |
| 2014                             | Wiley Cash          | This Dark Road to Mercy William Morrow, New York 2014           | Schaut nicht zurück Fischer, Frankfurt/M. 2014                     |
| 2015                             | Michael Robotham    | Life or Death Sphere, London 2015                               | Um Leben und Tod Goldmann, München 2015                            |
| 2016                             | Bill Beverly        | Dodgers No Exit Press, Harpenden 2016                           | Dodgers Diogenes, Zürich 2018                                      |
| CWA Gold Dagger                  |                     |                                                                 |                                                                    |
| 2017                             | Jane Harper         | The Dry Flatiron Books, New York 2017                           | The Dry Rowohlt Polaris, Reinbek 2016                              |
| 2018                             | Steve Cavanagh      | The Liar Orion, London 2017                                     | Liar Goldmann, München 2023                                        |
| 2019                             | M. W. Craven        | The Puppet Show Constable, London 2018                          | Flammen der Vergeltung Weltbild, Augsburg 2018                     |
| 2020                             | Michael Robotham    | Good Girl, Bad Girl Sphere, London 2019                         | Schweige still Goldmann, München 2019                              |
| 2021                             | Chris Whitaker      | We Begin at the End Zaffre, London 2020                         | Von hier bis zum Anfang Piper, München 2021                        |
| 2022                             | Ray Celestin        | Sunset Swing Mantle, London 2021                                |                                                                    |
| 2023                             | George Dawes Green  | The Kingdoms of Savannah Headline Publishing Group, London 2022 |                                                                    |

1 = Verlags- und Jahresangaben beziehen sich auf die Original- bzw. deutschen Erstausgaben

### Bester ins Englische übersetzte Kriminalroman – International Dagger
Der seit 2006 verliehene International Dagger (zwischen 2006 und 2008 Duncan Lawrie International Dagger) ist der erste internationale Preis, der von der Crime Writers’ Association (CWA) für den besten fremdsprachlichen, ins Englische übersetzten Roman der Kriminalliteratur vergeben wird. Die Autoren erhielten ein Preisgeld von 5000 Pfund, der Übersetzer 1000 Pfund. Die Dotierung wurde mit dem Ausscheiden des Sponsors Duncan Lawrie private bankers auf 1000 Pfund, für den Übersetzer auf 500 Pfund reduziert.
| Jahr                               | Preisträger/-in Nationalität              | Englischer Titel Verlag, Ort Jahr 1                     | Originaltitel Verlag, Ort Jahr 1                                                 | Deutscher Titel Verlag, Ort Jahr 1                                    |
| Duncan Lawrie International Dagger |                                           |                                                         |                                                                                  |                                                                       |
| 2006                               | Fred Vargas Frankreich                    | The Three Evangelists Harvill, London 2006              | Debout les morts Viviane Hamy, Paris 1995                                        | Die schöne Diva von Saint-Jacques Aufbau, Berlin 1999                 |
| 2007                               | Fred Vargas Frankreich                    | Wash This Blood Clean from My Hand Harvill, London 2006 | Sous les vents de Neptune Viviane Hamy, Paris 2004                               | Der vierzehnte Stein Aufbau, Berlin 2005                              |
| 2008                               | Dominique Manotti Frankreich              | Lorraine Connection Arcadia Books, London 2007          | Lorraine connection Editions Payot & Rivages, Paris 2006                         | Die letzte Schicht Argument Verlag, Hamburg 2010                      |
| CWA International Dagger           |                                           |                                                         |                                                                                  |                                                                       |
| 2009                               | Fred Vargas Frankreich                    | The Chalk Circle Man Knopf, Toronto 2009                | L'Homme aux cercles bleus Viviane Hamy, Paris 1996                               | Es geht ein Zug von der Gare du Nord Aufbau, Berlin 1999              |
| 2010                               | Johan Theorin Schweden                    | The Darkest Room Doubleday, London 2009                 | Nattfåk Wahlström & Widstrand, Stockholm 2008                                    | Nebelsturm Piper, München 2009                                        |
| 2011                               | Anders Roslund & Börge Hellström Schweden | Three Seconds Quercus, London 2010                      | Tre sekunder Piratförlaget, Stockholm 2009                                       | Drei Sekunden Scherz, Frankfurt am Main 2010                          |
| 2012                               | Andrea Camilleri Italien                  | The Potter’s Field Penguin Books, New York 2011         | Il campo del vasaio Sellerio editore, Palermo 2008                               | Das Ritual der Rache Lübbe, Köln 2012                                 |
| 2013                               | Pierre Lemaitre Frankreich                | Alex Quercus, London 2012                               | Alex Michel, Paris 2011                                                          | Ich will dich sterben sehen Ullstein, Berlin 2012                     |
| 2013                               | Fred Vargas Frankreich                    | The Ghost Riders of Ordebec Harvill Secker, London 2013 | L'Armée furieuse Éd. de Noyelles, Paris 2011                                     | Die Nacht des Zorns Aufbau, Berlin 2012                               |
| 2014                               | Arturo Pérez-Reverte Spanien              | The Siege Weidenfeld & Nicolson, London 2013            | El asedio Alfaguara, Madrid 2010                                                 |                                                                       |
| 2015                               | Pierre Lemaitre Frankreich                | Camille Quercus, London 2014                            | Travail soigné (Une enquête de Camille Verhoeven) Éditions du Masque, Paris 2006 |                                                                       |
| 2016                               | Pierre Lemaitre Frankreich                | The Great Swindle MacLehose Press, London 2015          | Au revoir là-haut Albin Michel, Paris 2013                                       | Wir sehen uns dort oben Klett-Cotta, Stuttgart 2014                   |
| 2017                               | Leif G. W. Persson Schweden               | The Dying Detective Doubleday, London 2016              | Den döende detektiven Bonnier, Stockholm 2010                                    | Der sterbende Detektiv btb, München 2011                              |
| 2018                               | Henning Mankell Schweden                  | After the Fire Harvill Secker, London 2017              | Svenska gummistövlar Leopard, Stockholm 2015                                     | Die schwedischen Gummistiefel Zsolnay, Wien 2016                      |
| 2019                               | Dov Alfon Tunesien/Israel                 | A Long Night in Paris MacLehose Press, London 2019      | לילה ארוך בפריז (Lailah arokh be-Pariz) Zemorah-Bitan, Ḥevel Modiʻin 2016        | Unit 8200 Rowohlt, Reinbek 2019                                       |
| 2020                               | Hannelore Cayre Frankreich                | The Godmother Old Street Publishing, London 2019        | La daronne Èditions Métailié, Paris 2017                                         | Die Alte Argument, Hamburg 2019                                       |
| 2021                               | Yun Ko-eun Südkorea                       | The Disaster Tourist Serpent's Tail, London 2021        | 밤의 여행자들 민음사, Seoul 2013                                                 |                                                                       |
| 2022                               | Simone Buchholz Deutschland               | Hotel Cartagena Orenda Books, London 2021               | Hotel Cartagena Suhrkamp, Berlin 2021                                            | Hotel Cartagena Suhrkamp, Berlin 2021                                 |
| 2023                               | Javier Cercas Spanien                     | Even the Darkest Night MacLehose Press, London 2022     | Terra Alta Planeta, Madrid 2019                                                  | Terra Alta: Geschichte einer Rache S. FISCHER, Frankfurt am Main 2021 |

1 = Verlags- und Jahresangaben beziehen sich auf die Original- bzw. übersetzten Erstausgaben

### Bester Erstlingsroman – John Creasey (New Blood) Dagger (John Creasey Memorial Dagger)
Mit dem John Creasey Memorial Dagger – seit 2006 New Blood Dagger – zeichnet die britische Crime Writers Association (CWA) seit 1973 den besten Erstlingsroman aus. Namensgeber der Auszeichnung ist John Creasey, der Gründer der CWA. Ohne Namensveränderung des Preises wurde er 1973 bis 2002 von Chivers Press Publishers und 2003 bis 2005 durch BBC Audiobooks gesponsert. Mit Übernahme des Hauptsponsorings durch die Duncan Lawrie private bankers (2006–2008) änderte sich die Bezeichnung des Preises in New Blood Dagger. Nach deren Rückzug änderte sich der Name 2009 in John Creasey (New Blood) Dagger. Das Preisgeld beträgt 1000 Pfund. 1993 und 1996 gab es keine Verleihung.
| Jahr                         | Preisträger/-in       | Englischer Originaltitel Verlag, Ort Jahr 1                                                    | Deutscher Titel Verlag, Ort Jahr 1                                          |
| John Creasey Memorial Dagger |                       |                                                                                                |                                                                             |
| 1973                         | Kyril Bonfiglioli     | Don’t point That Thing at Me Weidenfeld and Nicolson, London 1972                              | Nimm das Ding da weg Piper, München 1992                                    |
| 1974                         | Roger L. Simon        | The Big Fix Straight Arrow Books, San Francisco 1973                                           | Das Geschäft mit der Macht Goldmann, München 1979                           |
| 1975                         | Sara George           | Acid drop Macmillan, London 1975                                                               |                                                                             |
| 1976                         | Patrick Alexander     | Death of a Thin Skinned Animal Macmillan, London 1976                                          | Eine Kugel für den Teufel Scherz, Bern u. a. 1980                           |
| 1977                         | Jonathan Gash         | The Judas Pair Collins, London 1977                                                            | Der Schuss aus dem Nichts Scherz, Bern u. a. 1980                           |
| 1978                         | Paula Gosling         | A Running Duck Macmillan, London 1978                                                          | Töten ist ein einsames Geschäft Rowohlt, Reinbek 1980                       |
| 1979                         | David Serafin         | Saturday of Glory Collins, London 1979                                                         |                                                                             |
| 1980                         | Liza Cody             | Dupe Collins, London 1980                                                                      | Video-Piraten Ullstein, Frankfurt am Main 1986                              |
| 1981                         | James Leigh           | The Ludi Victor Coward, McCann & Geoghegan, New York 1980                                      |                                                                             |
| 1982                         | Andrew Taylor         | Caroline Miniscule Gollancz, London 1982                                                       |                                                                             |
| 1983                         | Carol Clemeau         | The Ariadne Clue Scribner’s, New York 1982                                                     |                                                                             |
| 1983                         | Eric Wright           | The Night the Gods Smiled Collins, London 1983                                                 | Die Nacht, in der die Götter lächelten Bastei Lübbe, Bergisch Gladbach 1990 |
| 1984                         | Elizabeth Ironside    | A Very Private Enterprise Hodder & Stoughton, London 1984                                      |                                                                             |
| 1985                         | Robert Richardson     | The Latimer Mercy Gollancz, London 1985                                                        | Bretter, die den Tod bedeuten Volk & Welt, Berlin 1992                      |
| 1986                         | Neville Steed         | Tinplate Weidenfeld and Nicolson, London 1986                                                  |                                                                             |
| 1987                         | Denis Kilcommons      | Dark Apostle Bantam Books, London 1987                                                         | Es scheint die Sonne noch so schön Diogenes, Zürich 1989                    |
| 1988                         | Janet Neel            | Death’s Bright Angel Constable, London 1988                                                    | Der leuchtende Engel des Todes Econ, Düsseldorf 1992                        |
| 1989                         | Annette Roome         | A Real Shot in the Arm Hodder & Stoughton, London 1989                                         | Karriere mit Schuß Fischer, Frankfurt am Main 1992                          |
| 1990                         | Patricia Cornwell     | Postmortem Scribner’s, New York 1990                                                           | Mord am Samstagmorgen Droemer Knaur, München 1992                           |
| 1991                         | Walter Mosley         | Devil in a Blue Dress Norton, New York 1990                                                    | Teufel in Blau Knaus, München 1992                                          |
| 1992                         | Minette Walters       | The Ice House Macmillan, London 1992                                                           | Im Eishaus Goldmann, München 1994                                           |
| 1994                         | Doug J. Swanson       | Big Town HarperCollins, New York 1994                                                          | Big Town Rowohlt, Reinbek 1996                                              |
| 1995                         | Janet Evanovich       | One for the Money Scribner’s, New York 1994                                                    | Einmal ist keinmal Goldmann, München 1996                                   |
| 1997                         | Paul Johnston         | Body Politic Hodder & Stoughton, London 1997                                                   | Die kalte Stadt Droemer Knaur, München 2000                                 |
| 1998                         | Denise Mina           | Garnet Hill Batam Press, London 1998                                                           | Schrei lauter, Mauren Lichtenberg, München 1999                             |
| 1999                         | Dan Fesperman         | Lie in the Dark Soho Press, New York 1999                                                      | Lügen im Dunkeln List, München 2000                                         |
| 2000                         | Boston Teran          | God is a Bullet Alfred A. Knopf, New York 1999                                                 |                                                                             |
| 2001                         | Susanna Jones         | The Earthquake Bird Picador, London 2001                                                       | Wo die Erde bebt Rowohlt, Reinbek 2001                                      |
| 2002                         | Louise Welsh          | The Cutting Room Canongate, Edinburgh 2002                                                     | Dunkelkammer Kunstmann, München 2004                                        |
| 2003                         | William Landay        | Mission Flats Delacorte Press, New York 2003                                                   | Jagdrevier Heyne, München 2008                                              |
| 2004                         | Mark Mills            | Amagansett Fourth Estate, London 2004                                                          | Amagansett Blessing, München 2004                                           |
| 2005                         | Dreda Say Mitchell    | Running Hot Maia, London 2004                                                                  |                                                                             |
| New Blood Dagger             |                       |                                                                                                |                                                                             |
| 2006                         | Louise Penny          | Still Life Hodder Headline, London 2005                                                        | Denn alle tragen Schuld Limes, München 2006                                 |
| 2007                         | Gillian Flynn         | Sharp Objects Shaye Areheart Books, New York 2006                                              | Cry Baby Scherz, Frankfurt am Main 2007                                     |
| 2008                         | Matt Rees             | The Bethlehem Murders Houghton Mifflin Mariner, Boston 2007 als: The Collaborator of Bethlehem | Der Verräter von Bethlehem Beck, München 2008                               |
| 2009                         | Johan Theorin         | Echoes from the Dead Doubleday, New York 2008                                                  | Öland Piper, München 2009                                                   |
| 2010                         | Ryan David Jahn       | Acts of Violence Macmillan New Writing, Basingstoke 2009                                       | Ein Akt der Gewalt Heyne, München 2011                                      |
| 2011                         | S. J. Watson          | Before I Go to Sleep Doubleday, London 2011                                                    | Ich. darf. nicht. schlafen. Scherz, Frankfurt am Main 2011                  |
| 2012                         | Wiley Cash            | A Land More Kind than Home Doubleday, London 2012                                              | Fürchtet euch Fischer, Frankfurt am Main 2013                               |
| 2013                         | Derek B. Miller       | Norwegian by Night Faber and Faber, London 2013                                                | Ein seltsamer Ort zum Sterben Rowohlt, Reinbek 2013                         |
| 2014                         | Ray Celestin          | The Axeman’s Jazz Mantle, Croydon, London 2012                                                 | Höllenjazz in New Orleans Piper, München 2018                               |
| 2015                         | Smith Henderson       | Fourth of July Creek ECCO, New York 2014                                                       | Montana Luchterhand, München 2016                                           |
| 2016                         | Bill Beverly          | Dodgers No Exit Press, Harpenden 2016                                                          | Dodgers Diogenes, Zürich 2018                                               |
| 2017                         | Chris Whitaker        | Tall Oaks twenty7, London 2016                                                                 | Was auf das Ende folgt Piper, München 2020                                  |
| 2018                         | Melissa Scrivner Love | Lola OneWorld, London 2017                                                                     | Lola Suhrkamp, Berlin 2019                                                  |
| 2019                         | Chris Hammer          | Scrublands Wildfire, London 2019                                                               | Outback Fischer, Frankfurt/M. 2019                                          |
| 2020                         | Trevor Wood           | The Man on the Street Quercus, London 2019                                                     |                                                                             |
| 2021                         | Eva Björg Ægisdóttir  | The Creak on the Stairs Orenda Books, London 2020                                              | Verschwiegen Kiepenheuer & Witsch, Köln 2023                                |
| 2022                         | Janice Hallett        | The Appeal Viper, London 2021                                                                  | Mord zwischen den Zeilen Rowohlt Taschenbuch Verlag, Hamburg 2021           |
| 2023                         | Hayley Scrivenor      | Dirt Town Pan Macmillan, London 2022                                                           | Dinge, die wir brennen sahen Eichborn, Köln 2023                            |

1 = Verlags- und Jahresangaben beziehen sich auf die Original- bzw. deutschen Erstausgaben

### Auszeichnung für das Lebenswerk – CWA Diamond Dagger (Cartier Diamond Dagger lifetime achievement award)
Der Cartier Diamond Dagger wurde seit 1986 verliehen und ist vom Prinzip her die bedeutendste Auszeichnung der britischen Crime Writers’ Association (CWA), ähnlich dem amerikanischen Pendant, dem Grand Master Award der Mystery Writers of America (MWA). Sie wird nur hervorragenden Autoren zuteil, die während ihres bisherigen literarischen Lebens besondere Leistungen für den englischsprachigen Krimi erbracht haben ggf. deren Werke ins Englische übersetzt und publiziert wurden. 2011 sponsert Cartier UK letztmals die Auszeichnung.
| Jahr                                              | Preisträger/-in Nationalität                    | Jahr | Preisträger/-in Nationalität | Jahr | Preisträger/-in Nationalität | Jahr | Preisträger/-in Nationalität   |
| Cartier Diamond Dagger lifetime achievement award |                                                 |      |                              |      |                              |      |                                |
| 1986                                              | Eric Ambler England                             | 1987 | P. D. James England          | 1988 | John le Carré England        | 1989 | Dick Francis England           |
| 1990                                              | Julian Symons England                           | 1991 | Ruth Rendell England         | 1992 | Leslie Charteris England     | 1993 | Ellis Peters England           |
| 1994                                              | Michael Gilbert England                         | 1995 | Reginald Hill England        | 1996 | H.R.F. Keating England       | 1997 | Colin Dexter England           |
| 1998                                              | Ed McBain USA                                   | 1999 | Margaret Yorke England       | 2000 | Peter Lovesey England        | 2001 | Lionel Davidson England        |
| 2002                                              | Sara Paretsky USA                               | 2003 | Robert Barnard England       | 2004 | Lawrence Block USA           | 2005 | Ian Rankin England             |
| 2006                                              | Elmore Leonard USA                              | 2007 | John Harvey England          | 2008 | Sue Grafton USA              | 2009 | Andrew Taylor England          |
| 2010                                              | Val McDermid Schottland                         | 2011 | Lindsey Davis England        |      |                              |      |                                |
| CWA Diamond Dagger                                |                                                 |      |                              |      |                              |      |                                |
| 2012                                              | Frederick Forsyth England                       | 2013 | Lee Child England            | 2014 | Simon Brett England          | 2015 | Catherine Aird England         |
| 2016                                              | Peter James England                             | 2017 | Ann Cleeves England          | 2018 | Michael Connelly USA         | 2019 | Robert William Goddard England |
| 2020                                              | Martin Edwards England                          | 2021 | Martina Cole England         | 2022 | C. J. Sansom England         | 2023 | Walter Mosley USA              |
| 2024                                              | Lynda La Plante England und James Lee Burke USA |      |                              |      |                              |      |                                |

### Bestes Sachbuch in der Kriminalliteratur – Gold Dagger for Non-Fiction
Mit dem Gold Dagger for Non-Fiction verleiht die Crime Writers' Association (CWA) seit 1978 auch eine Auszeichnung für das beste Sachbuch in der Kriminalliteratur. Es wird derzeit mit 1000 Pfund und einem Gold Dagger honoriert. Macallan Distillers sponserte zwischen 1995 und 2002 den Preis, was zur vorübergehenden Namensänderung in Macallan Gold Dagger for Non-Fiction führte. 2008 sponserte Owatonna Media die Auszeichnung, die Authors’ Licensing and Collecting Society (ALCS) aus London übernahm dies 2018.
In den Jahren 1978 und 1979 gab es für den Zweitplatzierten einen Silver Dagger for Non-Fiction. 2007 und 2009 erfolgte keine Verleihung.
| Jahr                                 | Preisträger/-in                                    | Originaltitel Verlag, Ort Jahr 1                                                              | Deutscher Titel Verlag, Ort Jahr 1                                                    |
| CWA Gold Dagger for Non-Fiction      |                                                    |                                                                                               |                                                                                       |
| 1978                                 | Audrey Williamson                                  | The Mystery of the Princes Alan Sutton, Dursley 1978                                          |                                                                                       |
| 1979                                 | Shirley Green                                      | Rachman Michael Joseph, London 1979                                                           |                                                                                       |
| 1980                                 | Anthony Summers                                    | Conspiracy Fontana, London 1980                                                               | Die Wahrheit über den Kennedy-Mord Langen Müller, München/Berlin 1983                 |
| 1981                                 | Jacobo Timerman                                    | Prisoner Without a Name, Cell Without a Number Alfred Knopf, New York 1973                    | Wir brüllten nach innen: Folter in der Diktatur heute Fischer, Frankfurt am Main 1982 |
| 1982                                 | John Cornwell                                      | Earth to Earth Allan Lane, London 1982                                                        |                                                                                       |
| 1983                                 | Peter Watson                                       | Double Dealer Hutchinson, London 1983                                                         |                                                                                       |
| 1984                                 | David Yallop                                       | In God’s Name Jonathan Cape, London 1984                                                      | Im Namen Gottes? Droemer Knaur, München 1984                                          |
| 1985                                 | Brian Masters                                      | Killing for Company Jonathan Cape, London 1985                                                | Leblose Liebhaber: die Morde des Dennis Nilsen Rowohlt, Reinbek 1994                  |
| 1986                                 | John Bryson                                        | Evil Angels Viking, Melbourne/Australia 1985                                                  | Ein Schrei in der Dunkelheit Bastei Lübbe, Bergisch Gladbach 1989                     |
| 1987                                 | Bernard Taylor und Stephen Knight                  | Perfect Murder Grafton, London 1987                                                           |                                                                                       |
| 1988                                 | Bernard Wasserstein                                | The Secret Lives of Trebitsch Lincoln Yale University Press, New Haven, 1988                  |                                                                                       |
| 1989                                 | Robert Lindsey                                     | A Gathering of Saints Simon & Schuster, New York 1988                                         |                                                                                       |
| 1990                                 | Jonathan Goodman                                   | The Passing of Starr Faithfull Piatkus, London 1990                                           | Mörder in Weiss Wiener Verlag, Wien 1993                                              |
| 1991                                 | John Bossy                                         | Giordano Bruno and the Embassy Affair Yale University Press, New Haven 1991                   | Agent der Königin Klett-Cotta, Stuttgart 1995                                         |
| 1992                                 | Charles Nicholl                                    | The Reckoning Jonathan Cape, London 1992                                                      |                                                                                       |
| 1993                                 | Alexandra Artley                                   | Murder in the Heart Hamish Hamilton, London 1993                                              | Im Herzen der Familie Heyne, München 1995                                             |
| 1994                                 | David Canter                                       | Criminal Shadows Hutchinson, London 1992                                                      |                                                                                       |
| Macallan Gold Dagger for Non-Fiction |                                                    |                                                                                               |                                                                                       |
| 1995                                 | Michael Harris                                     | The Prodigal Husband McClelland & Stewart, Toronto/Canada 1994                                |                                                                                       |
| 1996                                 | Antonia Fraser                                     | The Gunpowder Plot Weidenfeld and Nicolson, London 1996                                       |                                                                                       |
| 1997                                 | Paul Britton                                       | The Jigsaw Man Bantam Books, London 1997                                                      | Das Profil der Mörder Econ, Düsseldorf/München 1998                                   |
| 1998                                 | Gitta Sereny                                       | Cries Unheard Eyre Methuen, London 1972                                                       | Schreie die keiner hört Blessing, München 1998                                        |
| 1999                                 | Brian Cathcart                                     | The Case of Stephen Lawrence Penguin Books, London 2000                                       |                                                                                       |
| 2000                                 | Edward Bunker                                      | Mr. Blue No Exit Press, Harpenden 1999                                                        |                                                                                       |
| 2001                                 | Philip Etienne, Martin Maynoard, und Tony Thompson | The Infiltrators Michael Joseph, London 2000                                                  |                                                                                       |
| 2002                                 | Lilian Pizzichini                                  | Dead Men’s Wages Picador, London 2002                                                         |                                                                                       |
| CWA Gold Dagger for Non-Fiction      |                                                    |                                                                                               |                                                                                       |
| 2003                                 | Samantha Weinberg                                  | Pointing from the Grave Miramax Books, New York 2003                                          |                                                                                       |
| 2004                                 | John Dickie                                        | Cosa Nostra Hodder & Stoughton, London 2004                                                   | Cosa Nostra S. Fischer, Frankfurt am Main 2006                                        |
| 2004                                 | Sarah Wise                                         | The Italian Boy Metropolitan Books, New York 2004                                             |                                                                                       |
| 2005                                 | Gregg und Gina Hill                                | On the Run: A Mafia Childhood Warner Books, Clayton/Australia 2004                            |                                                                                       |
| 2006                                 | Linda Rhodes, Lee Shelden und Kathryn Abnett       | The Dagenham Murder The Borough of Barking and Dagenham, London 2005                          |                                                                                       |
| 2008                                 | Kester Aspden                                      | Nationality: Wog – The Hounding of David Oluwale Random House UK, London 2007                 |                                                                                       |
| 2010                                 | Ruth Dudley Edwards                                | Aftermath: The Omagh Bombing and the Families' Pursuit of Justice Harvill Secker, London 2009 |                                                                                       |
| 2011                                 | Douglas Starr                                      | The Killer of Little Shepherds Alfred A. Knopf, New York 2010                                 |                                                                                       |
| 2012                                 | Anthony Summers und Robbyn Swan                    | The Eleventh Day: The Full Story of 9/11 and Osama Bin Laden Ballantine Books, New York 2011  |                                                                                       |
| 2013                                 | Paul French                                        | Midnight in Peking Viking, Peking 2011                                                        |                                                                                       |
| 2014                                 | Adrian Levy und Cathy Scott-Clark                  | The Siege Viking UK, London 2013                                                              |                                                                                       |
| 2015                                 | Dan Davies                                         | In Plain Sight: The Life and Lies of Jimmy Savile Quercus, London 2014                        |                                                                                       |
| 2016                                 | Andrew Hankinson                                   | You Could Do Something Amazing with Your Life [You Are Raoul Moat] Scribe, 2016               |                                                                                       |
| 2017                                 | Stephen Purvis                                     | Close but No Cigar Weidenfeld & Nicolson, 2017                                                |                                                                                       |
| CWA ALCS Gold Dagger for Non-Fiction |                                                    |                                                                                               |                                                                                       |
| 2018                                 | Thomas Harding                                     | Blood on the Page. A Murder, a Secret Trial, a Search for the Truth Heinemann, 2018           |                                                                                       |
| 2019                                 | Ben Macintyre                                      | The Spy and the Traitor Viking, London 2018                                                   |                                                                                       |

1 = Verlags- und Jahresangaben beziehen sich auf die englischsprachigen Original- bzw. deutschen Erstausgaben

### Bestes Werk eines bisher nicht veröffentlichten Autors – Debut Dagger
Der Debut Dagger wird seit 1998 von der britischen Crime Writers’ Association (CWA) für bisher unveröffentlichte Storys vergeben. Beteiligen dürfen sich Autoren aus aller Welt, die bisher noch keine Veröffentlichungen hatten. Das Werk darf maximal 3.000 Wörter umfassen und muss in englischer Sprache verfasst sein. Die Auszeichnung wird vom Londoner Verlag Orion gesponsert. Das Preisgeld beläuft sich derzeit auf 700 Pfund.
| Jahr | Preisträger/-in   | Originaltitel                                                                                        |
| 1998 | Joolz Denby       | Stone Baby (dt. Im Herzen die Dunkelheit. Rowohlt, Reinbek 2001)                                     |
| 1999 | Caroline Seed     | Blood Junction                                                                                       |
| 2000 | Simon Levack      | A Flowery Death                                                                                      |
| 2001 | Edward Wright     | Clea’s Moon                                                                                          |
| 2002 | Ilona van Mill    | Sugarmilk Falls                                                                                      |
| 2003 | Kirsty Evans      | The Cuckoo                                                                                           |
| 2004 | Ellen Grubb       | The Doll Makers                                                                                      |
| 2005 | Ruth Dugdall      | The Woman Before Me                                                                                  |
| 2006 | Otis Twelve       | Imp: Being the Lost Notebooks of Rufus Wilmot Griswold In the Matter of the Death of Edgar Allan Poe |
| 2007 | Alan Bradley      | The Sweetness At the Bottom of the Pie (dt. Mord im Gurkenbeet. Penhaligon, München 2009)            |
| 2008 | Amer Anwar        | Western Fringes                                                                                      |
| 2009 | Catherine O’Keefe | The Pathologist                                                                                      |
| 2010 | Patrick Eden      | A Place of Dying                                                                                     |
| 2011 | Michèle Rowe      | What Hidden Lies (dt. Kap der Lügen. Knaur TB, München 2014)                                         |
| 2012 | Sandy Gingras     | Beached                                                                                              |
| 2013 | Finn Clarke       | Call Time                                                                                            |
| 2014 | Jody Sabral       | The Movement                                                                                         |
| 2015 | Greg Keen         | Last of the Soho Legends                                                                             |
| 2016 | Mark Brandi       | Wimmera                                                                                              |
| 2017 | Sherry Rankin     | Strange Fire                                                                                         |
| 2018 | Bill Crotty       | The Eternal Life of Ezra Ben Simeon                                                                  |
| 2019 | Shelley Burr      | Wake (dt. Hell. Knaur, München 2023)                                                                 |
| 2020 | Josephine Moulds  | Revolution Never Lies                                                                                |
| 2021 | Hannah Redding    | Deception                                                                                            |
| 2022 | Anna Maloney      | The 10:12                                                                                            |
| 2023 | Jeff Marsick      | Sideways                                                                                             |

### Bester historischer Kriminalroman – CWA Historical Dagger (Ellis Peters Historical Award)
Als Ellis Peters Historical Award (bis 2005: Ellis Peters Historical Dagger) wurde die Auszeichnung seit 1999 von der britischen Crime Writers’ Association (CWA) „für Romane mit kriminalistischem Hintergrund und einem inhaltlichen Geschehen der Zeit vor 1960“ vergeben. Die Auszeichnung finanzierte sich aus dem Nachlass der Schriftstellerin und Namensgeberin Ellis Peters (* 1913 – † 1995, Pseudonym von Edith Mary Pargeter) und dem Sponsoring ihrer Verleger Headline Book Publishing Group und Little, Brown Book Group. Das Preisgeld belief sich auf 3000 Pfund. Mit der Verleihung der Auszeichnung 2014 fand sich ein neuer Sponsor: Der Londoner E-Book-Verlag Endeavour Press unterstützt die CWA zukünftig bei der Auszeichnung historischer Kriminalliteratur. In Anerkennung dieses Engagements benennt die CWA den Ellis Peters Historical Award nach 15 Jahren in CWA Endeavour Historical Dagger um. Seit 2019 sponsert Sapere Books Ltd., London den historischen Dagger; folglich heißt er jetzt CWA Sapere Books Historical Dagger.
| Jahr                           | Preisträger/-in  | Originaltitel Verlag, Ort Jahr 1                        | Deutscher Titel Verlag, Ort Jahr 1                  |
| Ellis Peters Historical Dagger |                  |                                                         |                                                     |
| 1999                           | Lindsey Davis    | Two for the Lions Century, London 1998                  | Den Löwen zum Fraß Droemer Knaur, München 2001      |
| 2000                           | Gillian Linscott | Absent Friends Virago, London 1999                      |                                                     |
| 2001                           | Andrew Taylor    | The Office of the Dead HarperCollins, London 2000       | Eine Messe für die Toten Zsolnay, Wien 2002         |
| 2002                           | Sarah Waters     | Fingersmith Virago, London 2002                         | Solange du lügst Rütten und Loening, Berlin 2003    |
| 2003                           | Andrew Taylor    | The American Boy Flamingo, London 2003                  | Der Schlaf der Toten Goldmann, München 2005         |
| 2004                           | Barbara Cleverly | The Damascened Blade Constable & Robinson, London 2003  | Der Tod des Khan Goldmann, München 2005             |
| 2005                           | C. J. Sansom     | Dark Fire Macmillan, London 2004                        | Feuer der Vergeltung Scherz, Frankfurt am Main 2005 |
| Ellis Peters Historical Award  |                  |                                                         |                                                     |
| 2006                           | Edward Wright    | Red Sky Lament Orion, London 2006                       |                                                     |
| 2007                           | Ariana Franklin  | Mistress of the Art of Death Bantam Press, London 2007  | Die Totenleserin Droemer, München 2007              |
| 2008                           | Laura Wilson     | Stratton’s War Orion, London 2008                       |                                                     |
| 2009                           | Philip Kerr      | If the Dead Rise Not Quercus, London 2009               | Die Adlon-Verschwörung Wunderlich, Reinbek 2010     |
| 2010                           | Rory Clements    | Revenger John Murray, London 2010                       |                                                     |
| 2011                           | Andrew Martin    | The Somme Stations Faber & Faber, London 2011           |                                                     |
| 2012                           | Aly Monroe       | Icelight John Murray, London 2011                       |                                                     |
| 2013                           | Andrew Taylor    | The Scent of Death HarperCollins, London 2012           |                                                     |
| Endeavour Historical Dagger    |                  |                                                         |                                                     |
| 2014                           | Antonia Hodgson  | Devil in the Marshalsea Hodder & Stoughton, London 2013 | Das Teufelsloch Knaur, München 2014                 |
| 2015                           | S. G. MacLean    | The Seeker Quercus, London 2014                         |                                                     |
| 2016                           | David Young      | Stasi Child twenty7, 2016                               |                                                     |
| 2017                           | Abir Mukherjee   | A Rising Man Harvill Secker, London 2016                | Ein angesehener Mann Heyne, München 2017            |
| 2018                           | Rory Clements    | Nucleus Zaffre Publishing, 2018                         |                                                     |
| Sapere Books Historical Dagger |                  |                                                         |                                                     |
| 2019                           | S. G. MacLean    | Destroying Angel Quercus, London 2018                   |                                                     |

1 = Verlags- und Jahresangaben beziehen sich auf die Original- bzw. deutschen Erstausgaben

### Autor des Jahres in den Ausleihbibliotheken – Dagger in the Library (The Golden Handcuffs)
Der Dagger in the Library wird an die lebenden britischen Autoren verliehen, deren Romane am meisten ausgeliehen wurden und damit die höchste Gunst der Leserschaft erreichten. Nominiert werden die Preisträger nicht von der Crime Writers’ Association (CWA), sondern von den britischen Bibliotheken; die endgültige Entscheidung erfolgt durch eine Jury britischer Bibliothekare. Nach einer fünfjährigen Unterbrechung sponsert seit 2002 die Random House Group die Auszeichnung mit einem Preisgeld von 1500 Pfund.
| Jahr | Preisträger/-in       | Jahr | Preisträger/-in    | Jahr | Preisträger/-in        |
| 1994 | Robert Barnard        | 1995 | Lindsey Davis      | 1996 | Marian Babson          |
| 2002 | Peter Robinson        | 2003 | Stephen Booth      | 2004 | Alexander McCall Smith |
| 2005 | Jake Arnott           | 2006 | Jim Kelly          | 2007 | Stuart MacBride        |
| 2008 | Craig Russell         | 2009 | Colin Cotterill    | 2010 | Ariana Franklin        |
| 2011 | Mo Hayder             | 2012 | Steve Mosby        | 2013 | Belinda Bauer          |
| 2014 | Sharon Bolton         | 2015 | Christopher Fowler | 2016 | Elly Griffiths         |
| 2017 | Mari Hannah           | 2018 | Martin Edwards     | 2019 | Kate Ellis             |
| 2020 | Christopher Brookmyre | 2021 | Peter May          | 2022 | Mark Billingham        |
| 2023 | Sophie Hannah         |      |                    |      |                        |

### Bester Thriller – Ian Fleming Steel Dagger
Der Ian Fleming Steel Dagger ist ein relativ neuer Preis für den besten englischsprachigen Thriller, der sich in seinem Stil an der Tradition James Bond’s anlehnt. Die Auszeichnung wird seit 2002 vergeben und von der Ian Fleming (Glidrose) Publications Ltd. gesponsert. Das Preisgeld beläuft sich auf 2000 Pfund.
| Jahr | Preisträger/-in | Originaltitel Verlag, Ort Jahr 1                            | Deutscher Titel Verlag, Ort Jahr 1                 |
| 2002 | John Creed      | The Sirius Crossing Faber & Faber, London 2002              |                                                    |
| 2003 | Dan Fesperman   | The Small Boat of Great Sorrows Random House, New York 2002 |                                                    |
| 2004 | Jeffery Deaver  | Garden of Beasts Simon & Schuster, New York 2004            |                                                    |
| 2005 | Henry Porter    | Brandenburg Orion, London 2005                              | Brandenburg Ullstein, Berlin 2006                  |
| 2006 | Nick Stone      | Mr Clarinet Michael Joseph, London 2006                     | Voodoo Goldmann, München 2007                      |
| 2007 | Gillian Flynn   | Sharp Objects Random House, New York 2006                   | Cry Baby Scherz, Frankfurt am Main 2007            |
| 2008 | Tom Rob Smith   | Child 44 Simon & Schuster UK, London 2008                   | Kind 44 DuMont, Köln 2008                          |
| 2009 | John Hart       | The Last Child John Murray, London 2009                     | Das letzte Kind C. Bertelsmann, München 2010       |
| 2010 | Simon Conway    | A Loyal Spy Hodder & Stoughton, London 2010                 |                                                    |
| 2011 | Steve Hamilton  | The Lock Artist Minotaur Books, New York 2009               | Der Mann aus dem Safe Droemer HC, München 2012     |
| 2012 | Charles Cumming | A Foreign Country HarperCollins, London 2012                | Die Tunis-Affaire Goldmann, München 2014           |
| 2013 | Roger Hobbs     | Ghostman Doubleday, London 2013                             | Ghostman Goldmann, München 2013                    |
| 2014 | Robert Harris   | An Officer and a Spy Hutchinson, London 2013                | Intrige Heyne, München 2013                        |
| 2015 | Karin Slaughter | Cop Town Delacorte Press, New York 2014                     | Cop Town – Stadt der Angst Blanvalet, München 2015 |
| 2016 | Don Winslow     | The Cartel William Heinemann, New York 2015                 | Das Kartell Droemer, München 2015                  |
| 2017 | Mick Herron     | Spook Street John Murray, 2017                              |                                                    |
| 2018 | Attica Locke    | Bluebird, Bluebird Serpent’s Tail                           |                                                    |
| 2019 | Holly Watt      | To the Lions Raven Books, London 2019                       |                                                    |

1 = Verlags- und Jahresangaben beziehen sich auf die Original- bzw. deutschen Erstausgaben

### Bester nationaler Verlag der Kriminalliteratur – Publishers‘ Award
Der nach über 10 Jahren als erster neuer Award verliehene Preis soll Verlage auszeichnen, deren Verdienste herausragende Leistungen und Vielfalt in der Publikation von Kriminalliteratur kennzeichnen.
| Jahr | Preisträger/-in                       | Jahr | Preisträger/-in | Jahr | Preisträger/-in |
| 2019 | No Exit Press (Oldcastle Books Group) |      |                 |      |                 |

### Dagger Awards, die einmalig verliehen wurden

#### Bester Kriminalroman der 1930er Jahre – Rusty Dagger
Unter den verschiedenen Preiskategorien ist der Rusty Dagger ein Kuriosum. Er wird 1996 für den besten Kriminalroman der 1930er Jahre vergeben. Die deutsche Übersetzung des Preisträger-Romans gibt es seit 1980 auch unter dem Titel Der Glocken Schlag (vgl. zu diesem Begriff: Wechselläuten).
| Jahr | Preisträger/-in   | Originaltitel Verlag, Ort Jahr 1       | Deutscher Titel Verlag, Ort Jahr 1           |
| 1996 | Dorothy L. Sayers | The Nine Tailors Gollancz, London 1934 | Die neun Schneider Wunderlich, Tübingen 1958 |

1 = Verlags- und Jahresangaben beziehen sich auf die Original- bzw. deutschen Erstausgaben

#### Bester Kriminalroman der letzten 50 Jahre – Dagger of Daggers
Der Dagger of Daggers ist Ergebnis einer Abstimmung der rund 450 Mitglieder der Crime Writers’ Association (CWA). Die Autoren sollten 2005 zum 50-jährigen Bestehen der CWA aus den bis dahin ausgezeichneten Preisträgern des Gold Dagger den besten Roman, den Dagger of Daggers, auswählen.
| Platz                             | Autor/ -in        | Englischer Originaltitel Verlag, Ort Jahr 1             | Deutscher Titel Verlag, Ort Jahr 1                       |
| Preisträger des Dagger of Daggers |                   |                                                         |                                                          |
| 1                                 | John le Carré     | The Spy Who Came In from the Cold Gollancz, London 1963 | Der Spion, der aus der Kälte kam Zsolnay, Wien 1964      |
| Weiterhin nominiert               |                   |                                                         |                                                          |
| 2                                 | Reginald Hill     | Bones and Silence Collins, London 1990                  | Die dunkle Lady meint es Ernst Europa, Hamburg 2003      |
| 3                                 | Peter Lovesey     | The False Inspector Dew Macmillan, London 1982          | Abschied auf englisch Droemer Knaur, München 1983        |
| 4                                 | Val McDermid      | The Mermaids Singing HarperCollins, London 1995         | Das Lied der Sirenen Droemer Knaur, München 1997         |
| 5                                 | Anthony Price     | Other Paths To Glory Gollancz, London 1974              | Umwege zum Ruhm Wunderlich, Tübingen 1977                |
| 6                                 | Martin Cruz Smith | Gorky Park Random House, New York 1981                  | Gorki Park Scherz, Bern u. a. 1982                       |
| 7                                 | Barbara Vine      | A Fatal Inversion Viking, London 1987                   | Es scheint die Sonne noch so schön Diogenes, Zürich 1989 |

1 = Verlags- und Jahresangaben beziehen sich auf die Original- bzw. deutschen Erstausgaben

### Dagger Awards, die nicht mehr verliehen werden

#### Bester ausländischer Kriminalroman – Best Foreign Novel
Mit dem Best Foreign Novel prämierte die britische Crime Writers' Association (CWA) unregelmäßig zwischen 1964 und 1969 englischsprachige oder in das Englische übersetzte Kriminalromane von Autoren, die nicht aus England stammten. Bis 1963 bestand wahrscheinlich die Überzeugung, auch auf Dauer nur Werke von englischen Autoren auszeichnen zu wollen. Nach 1969 wurde der Best Foreign Novel nicht mehr verliehen. Zum Ausgleich erfolgte die Verleihung des Gold Dagger auch für ausländische, englischsprachig erschienene Originaltitel – 1973 erstmals an den Amerikaner Robert Littell für seinen Roman The Defection of A. J. Lewinter. Erst 28 Jahre später zeichnete die CWA mit Henning Mankell erstmals einen ausländischen, fremdsprachigen Autoren mit dem Gold Dagger aus.
| Jahr | Preisträger/-in    | Originaltitel Verlag, Ort Jahr 1                                           | Deutscher Titel Verlag, Ort Jahr 1                                     |
| 1964 | Patricia Highsmith | The Two Faces of January Garden City, New York 1964                        | Unfall auf Kreta Rowohlt, Reinbek 1966                                 |
| 1966 | John Ball          | In the Heat of the Night Harper & Row, New York 1965                       | In der Hitze der Nacht Ullstein, Frankfurt am Main 1984                |
| 1968 | Sébastien Japrisot | The Lady in the Car with Glasses and a Gun Simon & Schuster, New York 1967 | Porträt einer Dame im Auto mit Brille und Gewehr Rowohlt, Reinbek 1967 |
| 1969 | Rex Stout          | The Father Hunt Viking Press, New York 1968                                | Die Sünden der Väter Ullstein, Frankfurt am Main 1968                  |

1 = Verlags- und Jahresangaben beziehen sich auf die Original- bzw. deutschen Erstausgaben

#### Bester britischer Kriminalroman – Best British Novel
Mit dem Best British Novel zeichnete die britische Crime Writers' Association (CWA) in den Jahren 1965 und 1967 zwei Kriminalromane aus, die der Untergattung (Spionage-)Thriller zugerechnet werden.
| Jahr | Preisträger/-in | Originaltitel Verlag, Ort Jahr 1                    | Deutscher Titel Verlag, Ort Jahr 1           |
| 1965 | Gavin Lyall     | Midnight Plus One Hodder and Stoughton, London 1965 | Mitternacht plus eins Blanvalet, Berlin 1966 |
| 1967 | Eric Ambler     | Dirty Story Bodley Head, London/Sydney 1967         | Schmutzige Geschichte Diogenes, Zürich 1968  |

1 = Verlags- und Jahresangaben beziehen sich auf die Original- bzw. deutschen Erstausgaben

#### Zweitbester englischsprachiger Roman – Silver Dagger for Fiction
Mit dem Silver Dagger for Fiction prämierte die britische Crime Writers’ Association (CWA) den zweitplatzierten Kriminalroman (nach dem Gold Dagger). Der Preis wurde zwischen 1969 und 2005 verliehen, unterlag einem Namenswechsel im Jahr 1995 und trug bis 2002 offiziell den Titel Macallan Silver Dagger for Fiction – zugunsten des Sponsors Macallan Distillers. Einmalig eroberte 1994 ein nichtenglischsprachiger Autor den Silver Dagger: Der Däne Peter Høeg mit seinem bekannten und verfilmten Roman Fräulein Smillas Gespür für Schnee. Das Preisgeld für den Silver Dagger betrug 2000 Pfund (etwa 2850 Euro).
| Jahr                               | Preisträger/-in    | Englischer Originaltitel Verlag, Ort Jahr 1                  | Deutscher Titel Verlag, Ort Jahr 1                       |
| CWA Silver Dagger for Fiction      |                    |                                                              |                                                          |
| 1969                               | Francis Clifford   | Another Way of Dying Hodder & Stoughton, London 1968         | Der feige Held Schneekluth, München 1970                 |
| 1970                               | Anthony Price      | The Labyrinth Makers Gollancz, London 1970                   | Labyrinth Ullstein, Frankfurt am Main 1986               |
| 1971                               | P. D. James        | Shroud for a Nightingale Faber & Faber, London 1971          | Tod im weißen Häubchen Wunderlich, Tübingen 1978         |
| 1972                               | Victor Canning     | The Rainbird Pattern Heinemann, London 1972                  | Auf der Spur Günther, Stuttgart 1974                     |
| 1973                               | Gwendoline Butler  | A Coffin for Pandora Macmillan, London 1973                  |                                                          |
| 1974                               | Francis Clifford   | The Grosvenor Square Goodbye Hodder & Stoughton, London 1974 | Das Doppelmotiv Schneekluth, München 1977                |
| 1975                               | P. D. James        | The Black Tower Faber & Faber, London 1975                   | Der schwarze Turm Wunderlich, Tübingen 1982              |
| 1976                               | James McClure      | Rogue Eagle Macmillan, London 1976                           |                                                          |
| 1977                               | William McIlvanney | Laidlaw Hodder & Stoughton, London 1977                      | Im Grunde ein ganz armer Hund Rowohlt, Reinbek 1979      |
| 1978                               | Peter Lovesey      | Waxwork Macmillan, London 1978                               |                                                          |
| 1979                               | Colin Dexter       | Service of all the Dead Macmillan, London 1979               | Eine Messe für all die Toten Rowohlt, Reinbek 1986       |
| 1980                               | Ellis Peters       | Monk’s Hood Collins, London 1980                             | Das Mönchskraut Heyne, München 1986                      |
| 1981                               | Colin Dexter       | The Dead of Jericho Macmillan, London 1981                   | Die Toten von Jericho Rowohlt, Reinbek 1986              |
| 1982                               | S.T. Haymon        | Ritual Murder Constable, London 1982                         | Ritualmord Piper, München 1986                           |
| 1983                               | William McIlvanney | The Papers of Tony Veitch Hodder & Stoughton, London 1983    |                                                          |
| 1984                               | Ruth Rendell       | The Tree of Hands Hutchinson, London 1984                    | Die Masken der Mütter Rowohlt, Reinbek 1985              |
| 1985                               | Dorothy Simpson    | Last Seen Alive Michael Joseph, London 1985                  |                                                          |
| 1986                               | P. D. James        | A Taste for Death Faber & Faber, London 1986                 | Der Beigeschmack des Todes Droemer Knaur, München 1988   |
| 1987                               | Scott Turow        | Presumed Innocent Farrar, Straus, Giroux, New York 1987      | Aus Mangel an Beweisen Droemer Knaur, München 1988       |
| 1988                               | Sara Paretsky      | Blood Shot (en: Toxic Shock) Delacorte, New York 1988        | Blood Shot Piper, München 1990                           |
| 1989                               | Desmond Lowden     | The Shadow Run Andre Deutsch, London 1989                    |                                                          |
| 1990                               | Mike Phillips      | The Late Candidate Michael Joseph, London 1990               |                                                          |
| 1991                               | Frances Fyfield    | Deep Sleep Heinemann, London 1991                            | Tiefer Schlaf Hoffmann und Campe, Hamburg 1991           |
| 1992                               | Liza Cody          | Bucket Nut Chatto & Windus, London 1992                      | Schweres Geschütz Goldmann, München 1993                 |
| 1993                               | Sarah Dunant       | Fatlands Hamish Hamilton, London 1993                        | Fette Weide Fischer, Frankfurt am Main 1995              |
| 1994                               | Peter Høeg         | Miss Smilla’s Feeling for Snow Harvill, London 1993          | Fräulein Smillas Gespür für Schnee Hanser, München 1994  |
| Macallan Silver Dagger for Fiction |                    |                                                              |                                                          |
| 1995                               | Peter Lovesey      | The Summons Little, Brown, London 1995                       | Gerechtigkeit für einen Mörder Piper, München 1999       |
| 1996                               | Peter Lovesey      | Bloodhounds Little, Brown, London 1996                       |                                                          |
| 1997                               | Janet Evanovich    | Three to get Deadly Scribner’s, New York 1997                | Eins, zwei, drei und du bist frei Goldmann, München 1998 |
| 1998                               | Nicholas Blincoe   | Manchester Slingback Picador, London 1998                    | Manchester Slingback dtv, München 2000                   |
| 1999                               | Adrian Mathews     | Vienna Blood Cape, London 1999                               | Wiener Blut Eichborn, Frankfurt am Main 2002             |
| 2000                               | Donna Leon         | Friends in High Places Heinemann, London 2000                | Feine Freunde Diogenes, Zürich 2001                      |
| 2001                               | Giles Blunt        | Forty Words for Sorrow Random House Canada, Toronto 2000     | Gefrorene Seelen Droemer Knaur, München 2003             |
| 2002                               | James Crumley      | The Final Country Mysterious Press, New York 2001            | Land der Lügen Shayol, Berlin 2007                       |
| CWA Silver Dagger for Fiction      |                    |                                                              |                                                          |
| 2003                               | Morag Joss         | Half-Broken Things Hodder & Stoughton, London 2002           | Des Hauses Hüterin Droemer Knaur, München 2003           |
| 2004                               | John Harvey        | Flesh and Bloodt Heinemann, London 2004                      | Schrei nicht so laut dtv, München 2007                   |
| 2005                               | Barbara Nadel      | Deadly Web Headline, London 2005                             | Tod am Bosporus List, München 2006                       |

1 = Verlags- und Jahresangaben beziehen sich auf die Original- bzw. deutschen Erstausgaben

#### Zweitbestes Sachbuch in der Kriminalliteratur – Silver Dagger for Non-Fiction
Mit dem Silver Dagger for Non-Fiction verlieh die Crime Writers' Association (CWA) 1978 und 1979 – neben dem Gold Dagger for Non-Fiction – auch eine Auszeichnung für das zweitplatzierte Sachbuch in der Kriminalliteratur.
| Jahr | Preisträger/-in                    | Originaltitel Verlag, Ort Jahr 1                     | Deutscher Titel Verlag, Ort Jahr |
| 1978 | Jon Connell und Douglas Sutherland | Fraud Hodder & Stoughton, London 1978                |                                  |
| 1979 | Harry Hawkes                       | The Capture of the Black Panther Harrap, London 1978 |                                  |

1 = Verlags- und Jahresangaben beziehen sich auf die britischen Originalausgaben

#### Bester Polizeiroman – Police Review Award
Mit dem Police Review Award prämierte die britische Crime Writers' Association (CWA) zwischen 1985 und 1987 den besten englischsprachigen Kriminalroman der Untergattung „Polizeiroman“ (police procedural crime novel). Sponsor des Preises war die englische Zeitschrift The Police Review.
| Jahr | Preisträger/-in  | Originaltitel Verlag, Ort Jahr 1            | Deutscher Titel Verlag, Ort Jahr 1              |
| 1985 | Andrew Arncliffe | Murder After the Holiday Hale, London 1985  |                                                 |
| 1986 | Bill Knox        | The Crossfire Killings Century, London 1986 | Die Tote vom Loch Lomond Goldmann, München 1987 |
| 1987 | Roger Busby      | Snow man Collins, London 1987               |                                                 |

1 = Verlags- und Jahresangaben beziehen sich auf die Original- bzw. deutschen Erstausgaben

#### Humorvollster Kriminalroman – Last Laugh Dagger (Punch Award)
Mit dem Last Laugh Dagger (im ersten Jahr unter der Bezeichnung The Punch Award verliehen) zeichnete die britische Crime Writers’ Association (CWA) von 1988 bis 1996 den humorvollsten englischsprachigen Kriminalroman aus. Für diesen Preis gab es keinen Sponsor. Die geringe Auswahl und der vermeintliche Widerspruch zwischen „Kriminalroman“ und „Humor“ führten zum frühzeitigen Ende der Auszeichnung. Vielleicht wiederbelebt – zumindest dem Namen nach – wird seit 2008 ein neuer Last Laugh Award in Bristol/UK, auf dem dortigen Krimifestival CrimeFest.
| Jahr | Preisträger/-in  | Englischer Originaltitel Verlag, Ort Jahr 1                 | Deutscher Titel Verlag, Ort Jahr 1                              |
| 1988 | Nancy Livingston | Death in a Distant Land Gollancz, London 1988               |                                                                 |
| 1989 | Mike Ripley      | Angel Touch Collins, London 1989                            |                                                                 |
| 1990 | Simon Shaw       | Killer Cinderella Gollancz, London 1990                     |                                                                 |
| 1991 | Mike Ripley      | Angel in Arms Collins, London 1991                          |                                                                 |
| 1992 | Carl Hiaasen     | Native Tongue Alfred A. Knopf, New York 1991                | Große Tiere Bertelsmann, München 1993                           |
| 1993 | Michael Pearce   | The Mamur Zapt and The Spoils of Egypt Collins, London 1992 | Die Schätze des Pharaoh Diana, München 2000                     |
| 1994 | Simon Shaw       | The Villian of the Earth Gollancz, London 1994              |                                                                 |
| 1995 | Laurence Shame   | Sunburn Hyperion, New York 1995                             | Sunburn oder Stille Tage in Key West Europa, München u. a. 1996 |
| 1996 | Janet Evanovich  | Two for the Dough Scribner’s, New York 1996                 | Zweimal ist einmal zuviel Goldmann, München 1997                |

1 = Verlags- und Jahresangaben beziehen sich auf die Original- bzw. deutschen Erstausgaben

#### CWA '92 Award
Mit dem CWA ’92 Award prämierte die britische Crime Writers' Association (CWA) zwischen 1990 und 1992 den besten englischsprachigen Kriminalroman, der auf dem europäischen Festland spielt. Die Verleihung des Preises erfolgte zu Ehren der Europäischen Wirtschaftsgemeinschaft, die sich 1992 in ihrer Aufgabenstellung erweiterte (Gemeinsame Außen- und Sicherheitspolitik, polizeiliche und justizielle Zusammenarbeit in Strafsachen etc.) und sich fortan Europäische Gemeinschaft (EG) – ohne besondere Betonung der wirtschaftlichen Zusammenarbeit – nannte.
| Jahr | Preisträger/-in  | Originaltitel Verlag, Ort Jahr 1               | Deutscher Titel Verlag, Ort Jahr 1              |
| 1990 | Michael Dibdin   | Vendetta Faber & Faber, London 1990            | Vendetta Goldmann, München 1993                 |
| 1991 | Barbara Wilson   | Gaudi Afternoon Seal Press, Berkeley (CA) 1990 | Ein Nachmittag mit Gaudi Argument, Hamburg 1992 |
| 1992 | Timothy Williams | Black August Gollancz, London 1992             |                                                 |

1 = Verlags- und Jahresangaben beziehen sich auf die Original- bzw. deutschen Erstausgaben

#### Rumpole Award
Mit dem Rumpole Award zeichnete die britische Crime Writers' Association (CWA) 1990 und 1992 den besten englischsprachigen Kriminalroman aus, der das britische Alltagsleben am typischsten erfasste.
| Jahr | Preisträger/-in                           | Originaltitel Verlag, Ort Jahr 1          | Deutscher Titel Verlag, Ort Jahr 1 |
| 1990 | Frances Fyfield                           | Trial by Fire Heinemann, London 1990      | Feuerfüchse dtv, München 1991      |
| 1992 | Peter Rawlinson, Baron Rawlinson of Ewell | Hatred and Contempt Chapmans, London 1992 |                                    |

1 = Verlags- und Jahresangaben beziehen sich auf die Original- bzw. deutschen Erstausgaben